# Amsacta sara
Amsacta sara là một loài bướm đêm thuộc phân họ Arctiinae, họ Erebidae.